# 머리장식
머리장식(-裝飾)는 머리카락을 정돈하거나 가꾸어 아름답게 꾸미는 것이며, 남성보다는 여성의 머리장식이 더 복잡하고 방법도 다양하다. 아주 오래전부터 사람들은 머리카락을 짧게 자르거나 길게 기르고 땋거나, 염색하는 것을 비롯한 여러 가지 방법으로 변화를 주었다.

## 역사
18세기에는 들어와 전문적으로 머리를 손질해주는 미용사가 등장했다. 조선시대의 머리장식을 보면, 미혼 남자는 묶은머리와 땋은머리 또는 쌍투머리를 하고, 결혼하면 상투머리를 했다. 결혼하지 않은 여성은 미혼 남자와 마찬가지로 묶은머리와 땋은머리를 주로 하고, 결혼하면 쪽머리와 얹은머리를 하였다. 예복을 입을 때는 얹은머리, 어여머리 등의 많아졌다.

## 같이 보기
- 헤어스타일